# Melinoides latimargo
Melinoides latimargo är en fjärilsart som beskrevs av W. Warren 1907. Melinoides latimargo ingår i släktet Melinoides och familjen mätare. Inga underarter finns listade i Catalogue of Life.